# ذا ريكين (دائرة انتخابية في المملكة المتحدة)
ذا ريكين  (بالإنجليزية: The Wrekin)‏ هي إحدى الدوائر الانتخابية في المملكة المتحدة الممثلة في مجلس العموم في برلمان المملكة المتحدة.
عضو البرلمان الذي يمثلها حالياً هو :Mark Pritchard (Con).